# Carl Friedrich von Siemens
Carl Friedrich von Siemens, född 5 september 1872 i Berlin, död 9 september 1941 i Heinendorf i närheten av Potsdam, var en tysk industriledare, chef för Siemens-koncernen 1919-1941. Han var son till Werner von Siemens.